# San Alessandro in Zebedia
A Sant'Alessandro in Zebedia templom Milánóban, a via Torino utcában.

## Története
A 17. században épült, barokk stílusban. Építését 1601-ben kezdte el Lorenzo Binago, de dolgozott rajta Francesco Maria Ricchini is. Alaprajza görögkereszt alakú,  középen elhelyezkedő kupoláját hatalmas oszlopok tartják. A barokkos jegyek mind a falat borító freskókon (Procaccini, Crespi), mind a szószéken, a gyönyörű oltárokon, s még a gazdagon díszített gyertyatartókon is felismerhetők. Igen értékes az 1741-ből származó főoltár, mely Riccardi műve. Belsőjét Camillo Procaccini és Daniele Crespi freskói díszítik.